# Vail
 Vail  è una municipalità situata nella Contea di Eagle in Colorado. Secondo il Census Bureau, nel 2005 contava una popolazione di 4 589 abitanti. La municipalità è stata istituita nel 1966 presso la sede della stazione sciistica Vail Ski Resort, che ha aperto nel dicembre 1962 e che, diversamente da città come Aspen, è stata fondata ed è cresciuta soltanto in virtù della località sciistica.
La città è principalmente centro turistico per lo sci e altri sport invernali. Tuttavia, è divenuta nel tempo meta turistica anche nel periodo estivo, per le escursioni di trekking o con la mountain bike, le corse a cavallo e la pesca, tutte attività che traggono vantaggio dal pittoresco panorama. Nel corso degli anni, vi sono state avviate attività di ristorazione, che offrono cucine di varia nazionalità e rendono la città rinomata anche come centro "gastronomico".
Considerato il crescente afflusso turistico estivo, vi ha luogo un numero sempre più nutrito di manifestazioni culturali, e in particolare festival musicali ed esposizioni di artisti all'aperto.

## Vail Ski Resort
Vail Ski Resort è ubicata in vicinanza della città di Vail. Vail Mountain, con 5,289 acri (21,40 km²), è la più estesa località sciistica degli Stati Uniti.
Fu aperta nel 1962 ed è attualmente gestita da Vail Resorts, che gestisce anche Breckenridge, Keystone e la vicina Beaver Creek.
L'avvio dello sci a Vail si deve a due militari dell'esercito degli Stati Uniti che si allenavano nei dintorni dell'attuale Vail. Seibert ed Eaton, questi i loro nomi, scoprirono una montagna particolarmente adatta allo sci alla quale diedero il nome di "No-name Mountain", ma che ben presto divenne Vail.
Subito iniziò la costruzione di 4 impianti di risalita e nell'arco di 7 anni, grazie al progressivo ammodernamento, Vail divenne la più popolare stazione sciistica in Colorado.
A quel tempo prese avvio anche la realizzazione della I-70 highway, che rese più accessibile la località. Nel 1972 le località di Vail e Beaver Creek furono in lizza con la città austriaca di Innsbruck per ospitare i giochi olimpici invernali del 1976, che vennero poi disputati in Austria.
Nella storia della località sciistica vengono anche ricordati un incidente a un impianto di risalita, che costò la vita a 4 turisti, e l'incendio appiccato dolosamente dall'Earth Liberation Front, che causò danni per 12 milioni di dollari a strutture alberghiere e impianti di risalita.
L'area sciistica comprende tre settori: Front-Side, Blue Sky Basin e Back Bowls, che ospita un gran numero di piste per sciatori esperti. Blue Sky Basin, invece, è caratterizzata da piste di difficoltà intermedia, mentre il settore più adatto ai principianti è Front-Side.
Lo ski-pass di Vail è uno dei più costosi al mondo. La località americana ha ospitato il mondiale di sci alpino nel 1989, nel 1999 e nel 2015 (quest'ultima volta assieme a Beaver Creek).

## Dati tecnici delle piste
- Area di sci: 5,289 acri (21 km²)
- Numero delle piste: 193 in totale (18% facili, 29% intermedie, 53% difficili)
- Pista più lunga: Riva Ridge - 6,4 km
- Caduta media annuale di neve: 8,8 m
- Terrain Parks: 4
- Superpipe 1
- Bowls: 10 (7 ufficiali)
- Sun Down Bowl
- Sun Up Bowl
- China Bowl
- Siberia Bowl
- Tea Cup Bowl
- Inner Mongolia Bowl
- Outer Mongolia Bowl
- Pete's Bowl
- Earl's Bowl
- Game Creek Bowl

## Dati tecnici degli impianti di risalita
- Totale 34
- Cabinovie 1 (12 posti)
- High Speed Quads 16
- Fixed Grip Quad 1
- Seggiovie a tre posti 2
- Seggiovie a due posti 5
- Ski lift 10

## Città gemellata
- Sankt Moritz, Svizzera